# Lorenzo James Henrie
Lorenzo James Henrie (Phoenix, 29 de junho de 1993) é um ator norte-americano. É mais conhecido por interpretar Christopher Manawa na série de televisão Fear The Walking Dead do canal americano AMC.

## Carreira
Em 2015, Henrie apareceu no filme de comédia Paul Blart: Mall Cop 2. Atualmente está no elenco principal da série televisiva Fear The Walking Dead do canal americano AMC como o personagem Christopher Manawa.

## Vida pessoal
Henrie nasceu em 29 de junho de 1993, em Phoenix, no Arizona. Seu irmão mais velho, David Henrie, também já atuou em vários filmes e séries, entre eles Os Feiticeiros de Waverly Place.

## Filmografia

### Filmes
| Ano  | Título                 | Papel        |
| ---- | ---------------------- | ------------ |
| 2004 | Arizona Summer         | Jerry        |
| 2009 | Star Trek              | Vulcan Bully |
| 2010 | Almost Kings           | Ted Wheeler  |
| 2014 | Riding 79              | Migue        |
| 2015 | Paul Blart: Mall Cop 2 | Lorenzo      |
| 2015 | Warrior Road           | Joseph       |
| 2017 | Spider-Man: Homecoming | TBA          |

### Televisão
| Ano           | Título                | Papel              | Notas            |
| ------------- | --------------------- | ------------------ | ---------------- |
| 2004          | Malcolm in the Middle | Garoto normal      | 1 episódio       |
| 2004          | 7th Heaven            | Jeffrey Turner     | 6 episódios      |
| 2004          | LAX                   | Cody               | 1 episódio       |
| 2005          | Ghost Whisperer       | Rat                | 1 episódio       |
| 2005          | Wanted                | Eric Pretatorio    | 1 episódio       |
| 2006          | Cold Case             | Jovem Mike Valens  | 2 episódios      |
| 2007          | CSI: Miami            | Justin Montavo     | 1 episódio       |
| 2010          | NCIS: Los Angeles     | Evan Maragos       | 1 episódio       |
| 2014          | An American Education | Carlos             | 1 episódio       |
| 2015-2016     | Fear The Walking Dead | Christopher Manawa | Elenco principal |
| 2016-persente | Agents Of Shield      | Gabe Reyes         |                  |